# بیوه سن-پیر
بیوه سن-پیر (فرانسوی: La veuve de Saint-Pierre‎) فیلمی در ژانر رمانتیک و درام به کارگردانی پاتریس لوکنت است که در سال ۲۰۰۰ منتشر شد. از بازیگران آن می‌توان به ژولیت بینوش، دنیل اوتوی و امیر کوستوریتسا اشاره کرد.

## خلاصه فیلم
در یکی از مستعمرات کوچک فرانسه، مردی مست به همراه دوستش دست به یک قتل می‌زنند.دوستش به اعدام با گیوتین و او به کار اجباری محکوم می‌شود.او پس از این اتفاق تغییر کرده و تبدیل به مردی خوب و محبوب می‌شود...